# Смирнов, Александр Тимофеевич
Алекса́ндр Тимофе́евич Смирно́в (30 августа 1914, с. Хмелевое, Варнавинский уезд, Костромская губерния, Российская империя — 1 августа 2010, Москва, Российская Федерация) — советский военачальник, начальник Центрального автомобильного управления Министерства обороны СССР (1970—1982), генерал-полковник. Герой Социалистического Труда (1981).

## Биография
По национальности русский. Образование получил в Горьковском механико-машиностроительном институте.
В Вооруженных Силах с 1937 г. Слушатель Академии моторизации и механизации РККА. Участник Великой Отечественной войны. Участвовал в войне с Японией в 1945 году.
В 1946—1949 гг. — помощник начальника и инженер технической части 3-й отдельной танковой бригады, начальник отделения отдела автобронетанкового управления Дальневосточного фронта и начальник отделения эксплуатации и ремонта автомобильного управления,
в 1959—1961 гг. — начальник инспекции автомобильной службы Дальневосточного военного округа, заместитель начальника автотракторного управления Министерства обороны СССР.
В 1961—1970 гг. — начальник Центрального автотракторного управления.
в 1970—1982 гг. — начальник Центрального автомобильного управления Министерства обороны СССР.
С 1982 года военный консультант в Группе генеральных инспекторов Министерства обороны СССР.
С 1987 года в отставке. Скончался 1 августа 2010 года. Похоронен на Востряковском кладбище.

## Награды и звания
- Герой Социалистического Труда (18.02.1981), лауреат Государственной премии СССР (1972);
- 2 ордена Ленина;
- орден Красного Знамени;
- орден Отечественной войны 1-й степени;
- 2 ордена Трудового Красного Знамени;
- 3 ордена Красной Звезды;
- медаль «За боевые заслуги»;
- ордена и медали иностранных государств.

Могила Смирнова на Востряковском кладбище Москвы.